# Nokia C5-06
Nokia C5-06 Đây là một bản rút gọn của C5-03. Chỉ lược bỏ 3G và thay thế camara 5.0 Mp bằng camera 2.0; C5-06 là một phiên bản smartphone giá rẻ, được nhiều sự lựa chọn. tuy sức mạnh có yếu hơn c5-03 nhưng phần lớn các tính năng của nó đều hoàn thiện.
C5-06 sử dụng hệ điều hành Symbian S60v5 và hỗ trợ cảm biến gia tốc. C5-06 được trang bị màn hình 360x640 với màn hình cảm ứng điện trở, máy hỗ trợ công nghệ Flash (flash 4.0). Hiện nay, C5-06 đã nâng cấp tới FW 23.